# Kongsfjord
Der Kongsfjord (norwegisch Kongsfjorden, englisch Kings Bay, deutsch manchmal auch Kingsbai) ist ein Fjord im Nordwesten der Insel Spitzbergen. Er trennt Oscar-II-Land im Süden von Haakon-VII-Land im Norden. An seinem Südufer liegt Ny-Ålesund, die nördlichste Siedlung Spitzbergens.

## Geographie
Gemeinsam mit dem Krossfjord öffnet sich der Kongsfjord nördlich von Prins Karls Forland auf etwa 79° nördlicher Breite zur Grönlandsee. Während der Krossfjord sich in nordöstlicher und schließlich nördlicher Richtung erstreckt, verläuft der Kongsfjord entlang der südwestlich gelegenen Halbinsel Brøggerhalvøya bis zur Abbruchkante der Gletscher Kongsvegen und Kongsbreen nach Südosten. Er ist etwa 22 Kilometer lang und an seinem Eingang zwischen Kvadehuken im Süden und Kap Guissez im Norden bis zu 12 Kilometer breit. Im Norden und Osten kalben weitere Gletscher wie der Kongs-, der Conway- und der Blomstrandbreen direkt in den Fjord.  Dieser ist an seinem Eingang bis zu 394 m tief, im inneren Teil mit weniger als 100 m Tiefe aber relativ flach. Hier enthält er zahlreiche Inseln, von denen Blomstrandhalvøya die größte ist. Das Wasservolumen des Kongsfjords wird bei einer Fläche von 208,8 km² auf 29,4 km³ geschätzt.

## Natur

### Landschaft
Die Landschaft am Kongsfjord ist abwechslungsreich. Er ist von schroffen Bergen eingefasst, so dass nur die Brøggerhalvøya und der Eingang des Fjords flache schneefreie Küstenabschnitte aufweisen. Die  Bergrücken sowie die Ufer des inneren Fjords sind großflächig vergletschert. Östlich befinden sich drei markante Berggipfel von über 1000 m Höhe, die Tre Kroner (Drei Kronen) mit den Namen Svea, Dana und Nora (für Schweden, Dänemark und Norwegen).

### Flora
Der innere Kongsfjord ist durch eine für die Verhältnisse Spitzbergens üppige Vegetation geprägt. Die Düngung durch die hier brütenden Vögel lässt eine sonst auf dem Archipel kaum anzutreffende Dichte und Vielfalt an Gefäßpflanzen wachsen. Unter anderem findet man hier das Grönländische Löffelkraut (Cochlearia groenlandica), die Schmalblättrige Arnika (Arnica angustifolia), den Zwergenzian (Comastoma tenellum), die Zweiteilige Schuppensegge (Kobresia simpliciuscula), das Kleine Sandkraut (Arenaria humifusa) und die Woodsia glabella.

### Fauna
Zahlreiche Felsen und flache Inseln sorgen dafür, dass vor allem der innere Teil des Kongsfjords ein Brutgebiet vieler Seevögel ist. Besonders verbreitet sind die Eiderente, die Prachteiderente, die Eisente, die Eismöwe und die Schneeammer. Man findet aber auch die Kurzschnabelgans, die Weißwangengans, den Meerstrandläufer, das Thorshühnchen, die Falkenraubmöwe und die seltene Elfenbeinmöwe.
Auf der Halbinsel Brøggerhalvøya wurden 1978 Spitzbergen-Rentiere ausgesetzt, deren Bestand stark schwankt. So brach die Population von 375 Tieren im Jahr 1993 wegen ungünstiger Verhältnisse im nächsten Winter auf nur noch 75 Tiere ein, erholte sich aber in den Folgejahren wieder. Weiterhin anzutreffen sind Polarfüchse und gelegentlich Eisbären. Im Kongsfjord leben Bartrobben und mehrere Hundert Ringelrobben. Sichtungen von Weißwalen sind nicht ungewöhnlich.

### Naturschutz
Der Kongsfjord gehört zu keinem der sieben Nationalparks Spitzbergens, aber bereits 1973 wurde das Kongsfjord-Vogelreservat (norwegisch: Kongsfjorden fuglereservat) eingerichtet, ein Schutzgebiet der IUCN-Kategorie Ia. Es umfasst die Lovénøyane und einige weitere Eilande. Seit 2003 gibt es das 1200 ha große Ossian-Sars-Naturreservat, das insbesondere die einzigartige Pflanzengemeinschaft am Ossian Sarsfjellet bewahren soll, einem Felsmassiv zwischen Kongsbreen und Kongsfjord.
140 ha des inneren Kongsfjords werden von BirdLife International als Important Bird Area (SJ003) ausgewiesen.

## Geschichte

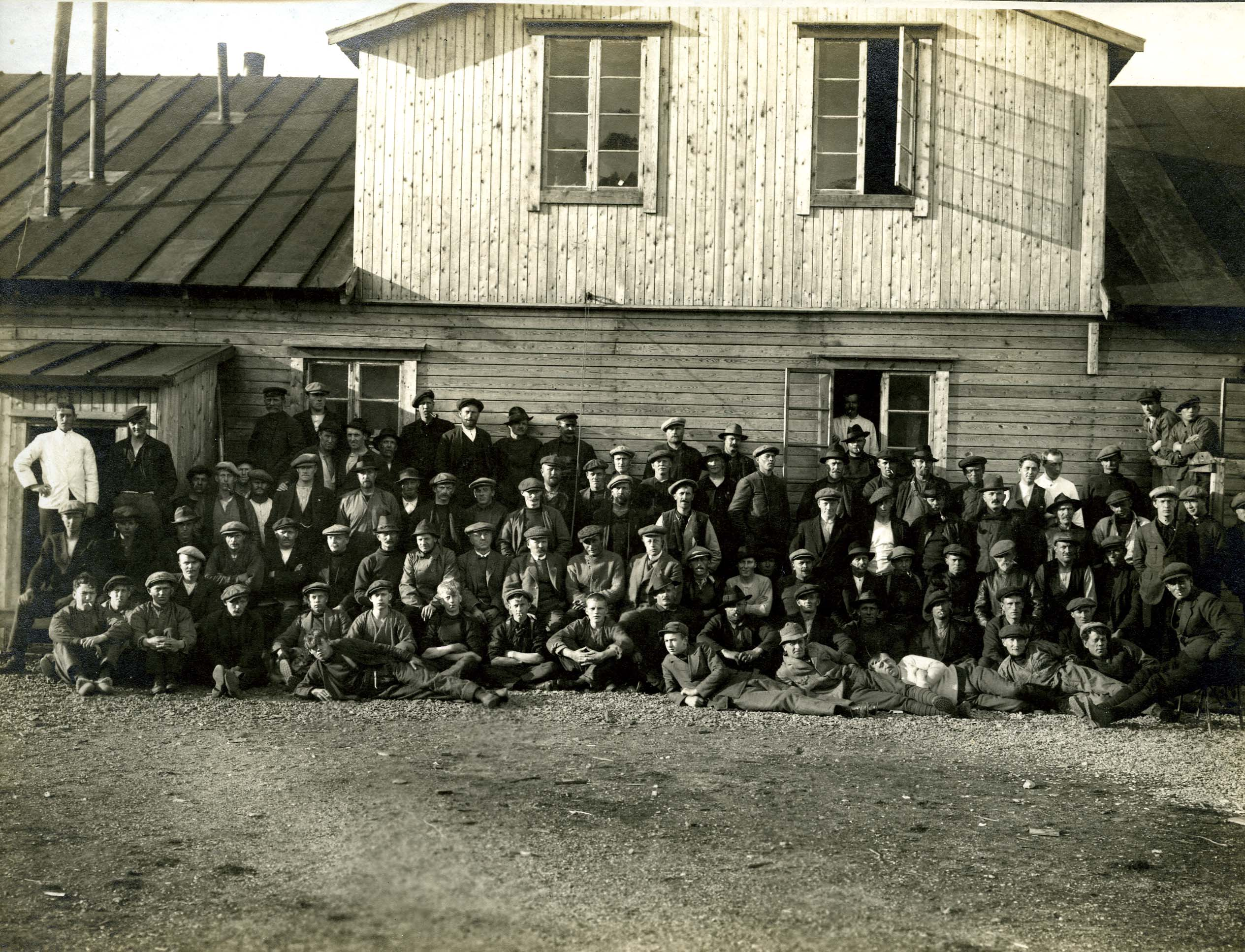
Arbeiter der Kings Bay Kul Compani 1918

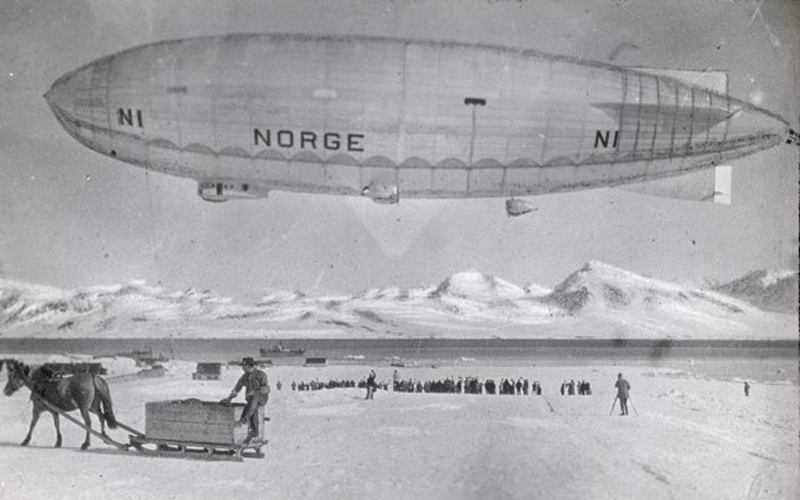
Das Luftschiff Norge am Kongsfjord, 1926

Schon im 17. Jahrhundert wurde der Kongsfjord regelmäßig von Walfängern besucht. Henry Hudson nannte ihn 1607 Whales Bay, Jonas Poole 1610 Deere Sound. Im 18. Jahrhundert kamen pomorische Trapper in das Gebiet, ab dem 19. Jahrhundert auch norwegische. 1861 wurde der Kongsfjord von einer wissenschaftlichen Expedition unter Leitung Otto Torells besucht. Der schwedische Chemiker Christian Wilhelm Blomstrand erforschte  dabei die Steinkohlevorkommen am Südufer des Kongsfjords. 1891 führte der deutsche Polarfahrer Wilhelm Bade die Württembergische Spitzbergen-Expedition in den Fjord, und der Bergingenieur Leo Cremer (1866–1901) untersuchte die Kohle auf ihre Abbauwürdigkeit. Ab 1893 führte Bade jährlich ein bis zwei Kreuzfahrten nach Spitzbergen durch und begründete damit den Spitzbergentourismus, der heute in jedem Sommer mehr als 20.000 Menschen in den Kongsfjord bringt.
Am Anfang des 20. Jahrhunderts wurde der Kongsfjord als Ausgangsbasis für Flüge zum Nordpol interessant. Den ersten Schritt machte Ferdinand von Zeppelin, der 1910 mit dem Dampfschiff Mainz eine Studienreise nach Spitzbergen unternahm, um die Möglichkeit eines Polflugs mit einem seiner Luftschiffe zu untersuchen. Begleitet wurde er vom Aerologen Hugo Hergesell und dem Polarforscher Erich von Drygalski. Der Zeppelinflug fand nie statt, auf Hergesells Initiative hin entstand aber 1912 am Krossfjord das Geophysikalische Observatorium Ebeltofthafen. An Zeppelins Reise erinnern einige geographische Namen am Kongsfjord, die nach Teilnehmern der Reise vergeben wurden, wie Zeppelinfjellet, Prins Heinrichøya, Mietheholmen (nach Adolf Miethe) und Dietrichholmen (nach Max Dietrich (1870–1916), dem Kapitän der Mainz). 1925 starteten Roald Amundsen und Lincoln Ellsworth vom Kongsfjord aus den erfolglosen Versuch, den Nordpol mit zwei Dornier Wal-Flugbooten zu erreichen. Am 7. Mai 1926 traf das Luftschiff Norge am Kongsfjord ein, wo zuvor schon ein Ankermast errichtet worden war, der heute noch steht. Aber bevor Amundsen, Ellsworth und der Kapitän des Luftschiffs Umberto Nobile ihren Flug zum Pol beginnen konnten, kamen ihnen die Amerikaner Richard Evelyn Byrd und Floyd Bennett mit einer dreimotorigen Fokker zuvor. Am 8. Mai startete ihr Flugzeug bei Ny-Ålesund Richtung Pol und kehrte nach über 15 Stunden zurück. Die Flieger hatten eine großartige Leistung vollbracht, Byrds Behauptung, den Pol erreicht zu haben, wurde aber bald bezweifelt und widerlegt. Am 11. Mai startete die Norge und erreichte Teller in Alaska nach 71 Stunden, nachdem sie den Nordpol überflogen hatte. Zwei Jahre später kehrte Nobile an den Kongsfjord zurück. Am 13. Mai 1928 startete sein Luftschiff Italia bei Ny-Ålesund zu einem erfolgreichen Forschungsflug nach Sewernaja Semlja. Acht Tage später flog es zum Nordpol und verunglückte auf dem Rückflug nördlich von Kvitøya.
Die ersten Bergbauaktivitäten am Fjord begannen 1911. Die britische Northern Exploration Company Ltd. errichtete auf Blomstrandhalvøya die Siedlung Ny-London für bis zu 70 Personen und betrieb unter Leitung des Geschäftsmanns Ernest Mansfield (1862–1924) einen Marmorsteinbruch. Nachdem die Aktivitäten im Ersten Weltkrieg geruht hatten, wurde der unrentable Abbau des Gesteins danach vollends eingestellt. Nachhaltiger war der Abbau von Steinkohle. 1917 gründete die Kings Bay Kul Compani mit Sitz im norwegischen Ålesund am Südufer des Kongsfjords die Bergbausiedlung Ny-Ålesund. Der Abbau der Kohle wurde bereits 1929 eingestellt, nach dem Zweiten Weltkrieg aber vom norwegischen Staatsbetrieb Kings Bay AS wieder aufgenommen. Die Bevölkerung der Siedlung wuchs rasch auf 200 Bewohner an. In manchen Jahren wurden zehntausende Tonnen an Steinkohle gefördert. Die Abbaubedingungen waren aber sehr schwierig und führten immer wieder zu schweren Unfällen, die insgesamt 76 Bergarbeiter das Leben kosteten. Nach einem letzten schweren Unglück am 5. November 1962, bei dem 21 Männer starben, wurde die Mine geschlossen. Der norwegische Premierminister Einar Gerhardsen, dessen Regierung man für die mangelnde Sicherheit in den Stollen verantwortlich machte, musste zurücktreten.
Ab Mitte der 1960er Jahre siedelten sich wissenschaftliche Stationen verschiedener Nationen in Ny-Ålesund an, von denen einige ganzjährig besetzt sind, so dass hier selbst im Winter etwa 30 Forscher leben. Im Sommer liegt die Zahl deutlich höher.